# Lisztharmat

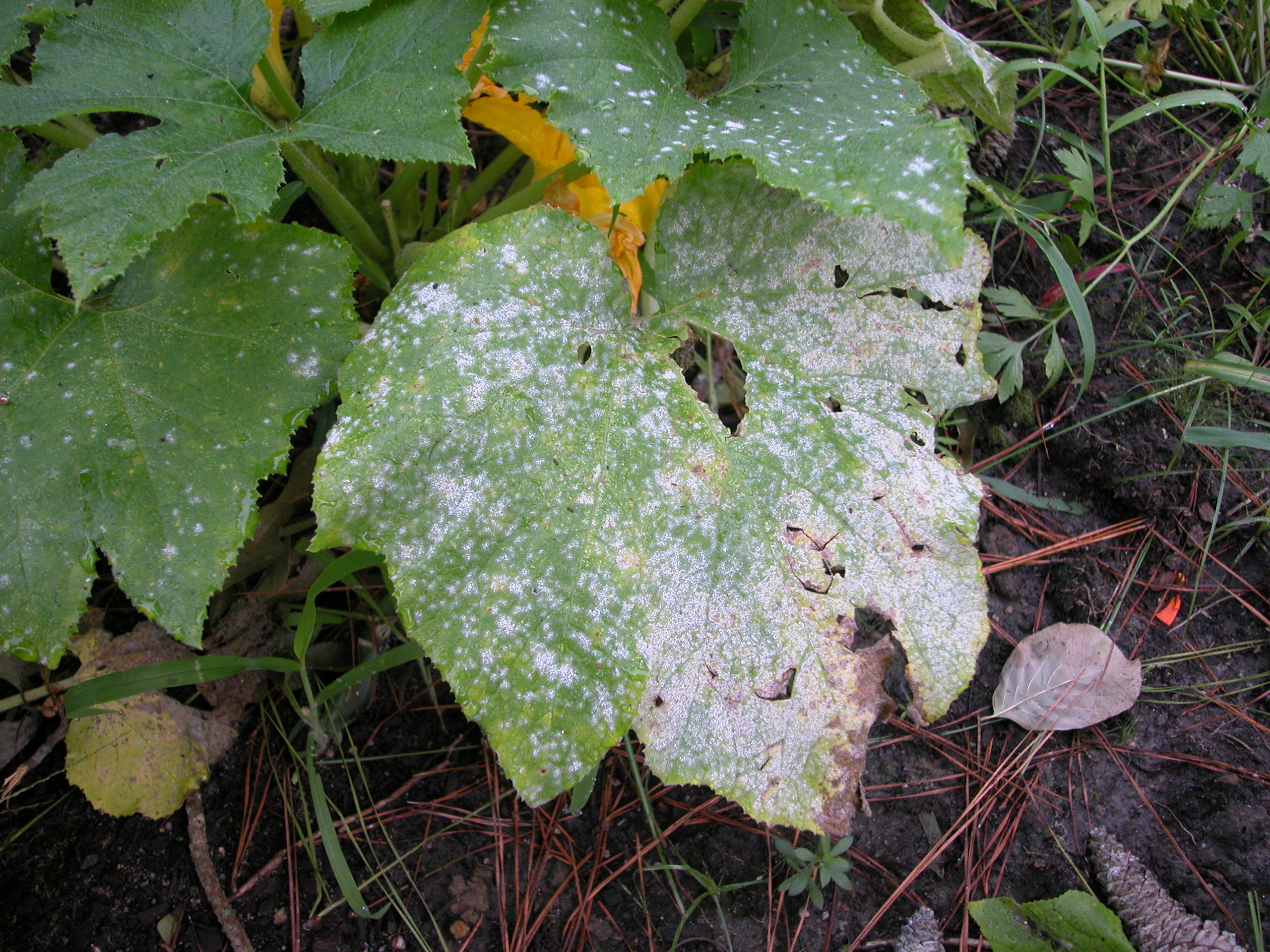
Lisztharmat

A lisztharmat egy gombák által okozott növénybetegség. Jellemző tünete, hogy az Erysiphales családjába tartozó lisztharmat gombák a növény teljes felületét fehér (ritkán rózsaszínes vagy barna) penészszövedékkel vonják be, mintha a növény liszttel lenne beszórva. A gombák egész életüket élő, zöld növényi részeken élik le.
A szőlő lisztharmatos megbetegedését okozó gombafaj az Uncinula necator.

## Fordítás
Ez a szócikk részben vagy egészben  a   Powdery mildew című angol Wikipédia-szócikk fordításán alapul.  Az eredeti cikk szerkesztőit annak laptörténete sorolja fel. Ez a jelzés csupán a megfogalmazás eredetét és a szerzői jogokat jelzi, nem szolgál a cikkben szereplő információk forrásmegjelöléseként.